# Parapoxvírus

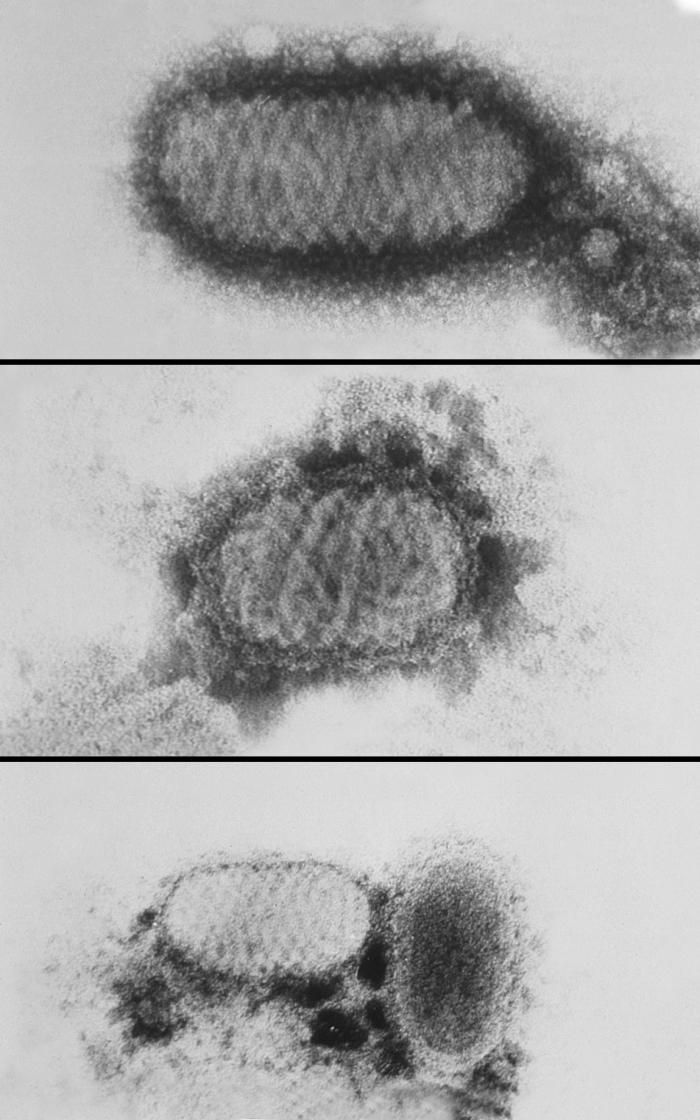
Eletromicrográfo mostrando algumas variantes morfológicas encontradas no vírus parapox Orf, que é comum em ovelhas e cabras

Parapoxvírus pertencem à família Poxviridae. Como todos os membros desta família, são vírus DNA de dupla cadeia ovais e relativamente grandes (tamanho aproximado de 260 x 160 nm). Parapoxvírus tem um único revestimento espiral que os distingue de outros poxvírus. Parapoxvírus infectam vertebrados. No gênero parapoxvírus, são classificados os vírus causadores da estomatite papular, ectima contagioso e a pseudovaríola.